# Гасте
Гасте (нем. Gaste) — небольшой населенный пункт в составе общины Хасберген, находящийся западнее города Оснабрюк (Нижняя Саксония, Германия).

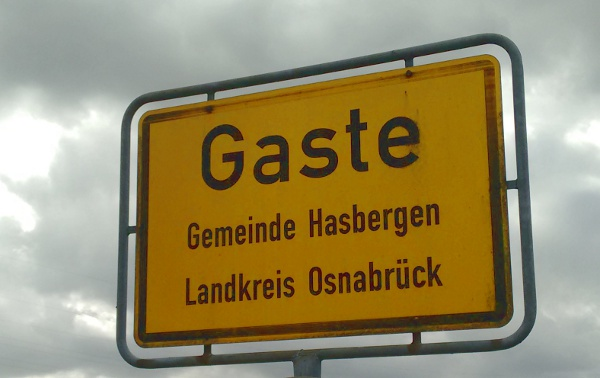
Гасте (Gaste)

Население — около 2500 человек. Крупнейшие предприятия — завод сельскохозяйственной техники Amazone, фабрика мясных продуктов Dieter Hein.
В деревне есть детский садик Gaster Zauberhaus и школа 1-4 класса Hüggelschule Gaste.
Гасте находится всего в нескольких сотнях метрах от городской черты крупного немецкого города Оснабрюк.
Сообщение с городом и населенным пунктом Хасберген осуществляется с помощью автобуса #491.